# C16 Classics

Xargon's Revenge, incluso in tre delle raccolte della serie

C16 Classics è una serie di raccolte di videogiochi su cassetta per l'home computer Commodore 16 (compatibili anche con Commodore Plus/4) pubblicate dalla Gremlin Graphics tra il 1985 e il 1987. I giochi sono tutti titoli già pubblicati in precedenza, dalla stessa Gremlin o a volte da altri editori. I giochi all'interno di ciascuna raccolta non sono correlati tra loro.
Il nome C16 Classics è dato a posteriori all'insieme delle raccolte per C16 della Gremlin, intitolate in vari modi; le prime due hanno il titolo esatto di copertina C16's Plus4 Classics, le successive due sono a marchio Star Games, un'etichetta appartenente sempre alla Gremlin e dedicata alle raccolte, e sono meglio note come C16 Star Games Classics. Il sito Plus/4 World considera parte della serie anche le ulteriori due raccolte Omnibus, a marchio Star Games.

## Edizioni
- C16 Classics (1985), scritto C16's Plus4 Classics nel logo, 4 giochi su 2 cassette
- C16 Classics II (1986), scritto C16's Plus4 Classics II nel logo, 4 giochi su 2 cassette
- C16 Star Games Classics (1986), scritto anche C16 Classics, 6 giochi su 1 cassetta
- C16 Star Games Classics III (1986), scritto anche C16 Classics III, 4 giochi su 1 cassetta, tutti presenti anche in C16 Star Games Classics
- Omnibus (1987), 10 giochi su 1 cassetta
- Omnibus II (1987), 10 giochi su 1 cassetta

## Videogiochi
C16 Classics
- Tycoon Tex
- Dork's Dilemma
- Petals of Doom
- Xargon Wars

C16 Classics II
- Monkey Magic
- Blagger
- Xargon's Revenge
- Timeslip

C16 Star Games Classics
- Sword of Destiny
- Gullwing Falcon
- Jetbrix
- Reach for the Sky
- Dork's Dilemma
- Xargon's Revenge

C16 Star Games Classics III
- Sword of Destiny
- Jetbrix
- Gullwing Falcon
- Reach for the Sky

Omnibus
- Bounder
- Planet Search
- Future Knight
- Jetbrix
- Project Nova
- Trailblazer
- Rescue from Zylon
- Xargon Wars
- Tycoon Tex
- Footballer of the Year

Omnibus II
- Dork's Dilemma
- XCellor8
- Kung-Fu Kid
- The Magician's Curse
- Reach for the Sky
- Monty on the Run
- Sword of Destiny
- Wimbledon
- Xargon's Revenge
- Petals of Doom

## Accoglienza
Tutte le raccolte della serie C16 Classics furono prevalentemente apprezzate dalla critica europea, per la qualità di buona parte dei giochi e per la convenienza in rapporto al prezzo, che era circa come quello di un singolo gioco nuovo di fascia alta.
La prima C16 Classics fu giudicata bene dalle riviste britanniche Commodore Computing International 10/86 e C16/Plus4 Handbook 1. Computer Gamer 15 non diede un giudizio complessivo, ma parlò generalmente bene dei singoli giochi.
C16 Classics II fu di nuovo molto apprezzata, anche più della precedente, da Commodore Computing International 11/86 e C16/Plus4 Handbook 2. Commodore Computing International e Computer Gamer 15 apprezzarono in particolare che tutti i giochi sono dotati di fast loader (Novaload). Tuttavia la rivista Aktueller Software Markt 8 assegnò giudizi mediamente negativi ai vari giochi, e Zzap! 15 assegnò un voto unico di insufficienza, ma non è chiaro se si riferisca solo a Monkey Magic (il testo della recensione parla solo di quel gioco).
La prima C16 Star Games Classics fu accolta positivamente dalla rivista tedesca RUN 11/87. Anche in questo caso Zzap! 15 assegnò un voto di insufficienza, ma non è chiaro se si riferisca solo a Sword of Destiny (il testo della recensione parla solo di quel gioco).
C16 Star Games Classics III fu fortemente apprezzata da Zzap! 8 (voto complessivo 91%), sebbene notasse che quasi tutti i giochi contenuti sono sparatutto e nessuno singolarmente è eccelso, e ancora estremamente apprezzata da Commodore Computing International 1/87. Stavolta invece C16/Plus4 Handbook 7 era poco entusiasta e riteneva che come raccolte per C16 ci fosse di meglio in circolazione.
Omnibus fu giudicata "imbattibile" da Your Commodore C16, anche solo grazie a quattro dei dieci giochi, ritenuti particolarmente validi. Fu decisamente positiva anche la rivista tedesca Compute Mit SA 1/88.
Omnibus II fu di nuovo consiglita da Compute Mit, sebbene un po' meno della precedente.